# Негрилешти (Телеорман)
Негрилешти (рум. Negrilești) насеље је у Румунији у округу Телеорман у општини Скурту Маре. Oпштина се налази на надморској висини од 124 m.

## Становништво
Према подацима из 2002. године у насељу је живело 244 становника, од којих су сви румунске националности.